# الهيئة العامة لتعليم الكبار (مصر)
الهيئة العامة لتعليم الكبار هي هيئة حكومية مصرية تتبع وزارة التربية والتعليم والتعليم الفني، أنشأت بالقانون رقم 8 لسنة 1991.

## التشريعات المنظمة
- القانون رقم 8 لسنة 1991: بإنشاء الهيئة العامة لمحو الأمية وتعليم الكبار.[2]
- قرار رئيس الجمهورية رقم 422 لسنة 1991: بتنظيم الهيئة العامة لمحو الأمية وتعليم الكبار.[3]

## جهود الدولة للقضاء على الأمية
كانت البداية الحقيقية للعمل الجاد لمحو الأمية وتعليم الكبار عندما أعلن الرئيس المصري محمد حسني مبارك في سبتمبر عام 1989 أن العشر سنوات القادمة عقداً لمحو الأمية وتعليم الكبار في مصر.
وتنفيذاً لهذا الإعلان الرئاسي صدر القانون رقم (8) لسنة 1991 في شأن محو الأمية وتعليم الكبارإ نطلاقا من حق كل مصري في التعليم وأن يبقى متعلماً ما بقى على قيد الحياة وإيمانا بأهمية محو الأمية لتحقيق التنمية الأقتصادية والاجتماعية والثقافية.
وبمقتضى هذا القانون أنشئت الهيئة العامة لمحو الأمية وتعليم الكبار عام 1992 وهي هيئة ذات شخصية اعتبارية تتبع وزير التربية والتعليم، وقد أناط هذا القانون إلى الهيئة المسئوليات التخطيطية والتنفيذية والتعليمية التي يتطلبها العمل لمحو الأمية وتعليم الكبار.
للهيئة جهاز تنفيذي يصدر بتعيين رئيسه قرار من رئيس الجمهورية لمدة ثلاث سنوات قابلة للتجديد.
يشكل للهيئة مجلس إدارة برئاسة السيد رئيس مجلس الوزراء أو من ينيبه وعضوية وكلاء أول الوزرات المعنية بمحو الأمية و6 من الشخصيات الهامة المهتمة بقضية محو الأمية.
للهيئة فروع في كل محافظات الجمهورية وكذلك في مدينة الأقصر ولكل منهم مجلس تنفيذي لمحو الأمية برئاسة محافظ الإقليم وتكون مسئوليته:
- إعداد البرنامج التنفيذي للخطة التي وضعتها الهيئة وتنسيق كافة الجهود.
- رسم الخطط التنفيذية وفقا للخطة العامة التي أقرتها الهيئة.
- وضع برنامج الإعلام والدعوة لمواجهة مشكلة الأمية.
- تحديد مراحل تنفيذ البرنامج بما يتفق مع الأولويات.
- وضع النظام الذي يكفل لكل جهة المشاركة في محو الأمية.
- وضع نظام المتابعة وتذليل الصعاب.
- إعداد الميزانية وتوزيعها على الجهات المختلفة.

مجلس إدارة الهيئة هو السلطة المهيمنة على شئونها وتصريف أمورها له أن يتخذ ما يراه لازم لتحقيقها وتنفيذ أحكام قانون محو الأمية وتعليم الكبار ومهمته وضع خطط وبرامج محو الأمية تعليم الكبار ومتابعة تنفيذها والتنسيق بين الجهات المختلفة المسئولة عن تنفيذ هذه الخطط والبرامج في الدولة وهي الوزرارت والهيئات العامة واتحاد الإذاعة والتليفزيون والشركات والأحزاب السياسية والتنظيمات الشعبية والاتحاد العام لنقابات العمال والجمعيات والمنظمات غير الحكومية ورجال الأعمال تنفيذاً للمادة الأولى من القانون (8) لسنة 1991.

## وصلات خارجية
- الموقع الرسمي للهيئة.
- الصفحة الرسمية للهيئة على موقع فيس بوك.